# Willemia setonychia
Willemia setonychia är en urinsektsart som beskrevs av N. Ramachandra Prabhoo 1971. Willemia setonychia ingår i släktet Willemia och familjen Hypogastruridae.